# Edinanci Silva
Edinanci Fernandes da Silva (Sousa, 23 de agosto de 1976) é uma judoca brasileira.
Depois de uma infância pobre em uma casa de periferia, aos 11 anos Edinanci mudou-se com a família para Campina Grande. Começou no judô aos 15 anos por recomendação médica, pois sofria de labirintite. Descoberta no cenário esportivo brasileiro, aos 17 anos foi morar em São Paulo, inicialmente em Guarulhos e depois em São Caetano do Sul, onde ainda vive.
Em 2003 conseguiu medalha de ouro nos Jogos Pan-americanos de 2003 na República Dominicana, repetindo o feito no Rio 2007. Obteve ainda duas medalhas de bronze no Campeonato Mundial de Judô, nas edições de 1997 e 2003.
Participou dos Jogos Olímpicos de Atlanta 1996, Sydney 2000, Atenas 2004 e Pequim 2008. Neste último obteria sua melhor colocação, o 5º lugar. Tornou-se a primeira brasileira a disputar quatro edições desta competição. Em 2008 se aposentou da seleção, mas continuou a disputar os Jogos Abertos do Interior por São Caetano do Sul.

## Polêmica em 1996
Antes de sua participação dos Jogos Olímpicos de Atlanta 1996, Edinanci viu-se envolvida em torno de polémica pelas suas características sexuais. Intersexo, passou por procedimento cirúrgico de orquiectomia para retirar testículos internos, e pouco antes dos Jogos teve de se submeter a um teste de suas características sexuais.